# The Girl Angle
The Girl Angle è un film muto del 1917 diretto da Edgar Jones. Prodotto dalla Balboa Amusement Producing Company di E.D. Horkheimer e H.M. Horkheimer, aveva come interpreti Anita King, Robert Ensminger, Ruth Lackaye, Joe Ryan, Frank Erlanger, Daniel Gilfether, William Reed, Gordon Sackville, Mollie McConnell.

## Trama
Lasciata il giorno delle nozze ai piedi dell'altare, Maud Wainwright diventa una donna che odia gli uomini. Nel West, dove vive, la giovane è corteggiata sia dal bandito "Three Gun Smith" che dallo sceriffo Steve Kennedy. Quando la banda di Smith colpisce accidentalmente la baracca di Maud provocando dei danni, mentre le ricostruiscono la casa lei viene portata a stare in quella di Smith. Lì, Maud trova una busta e, credendo che sia una lettera rubata da "Three Gun Smith", avvisa lo sceriffo che la convince ad aiutarlo nel suo tentativo di arrestarlo. Dopo che Smith è stato preso, Maud scopre però che Smith è, in realtà un agente dei servizi segreti e che il vero bandito è lo sceriffo. Maud corre in soccorso di Smith, impedendo che i vigilantes lo lincino e, quindi, gli dichiara il proprio amore.

## Produzione
Il film, prodotto dalla Horkheimer Studios Balboa Amusement Producing Company, venne girato a Long Beach, in California.

## Distribuzione
Distribuito dalla Mutual, il film uscì nelle sale statunitensi il 5 ottobre 1917.
Non si conoscono copie ancora esistenti della pellicola che viene considerata presumibilmente perduta.